# Teinobasis albula
Teinobasis albula är en trollsländeart som beskrevs av Friedrich Ris 1915. Teinobasis albula ingår i släktet Teinobasis och familjen dammflicksländor. Inga underarter finns listade i Catalogue of Life.